# Elizabeth Rodríguez Muñoz
Elizabeth Rodríguez Muñoz (Puebla de Zaragoza, Puebla, 28 de octubre de 1948) es una política mexicana, miembro del Partido Revolucionario Institucional (PRI). Fue diputada federal de 1979 a 1982.

## Biografía
Realizó sus estudios de primaria y secundaria en el Colegio América y la preparatoria en el Instituto Oriente. Es pasante de la licenciatura en Psicología por la Benemérita Universidad Autónoma de Puebla (BUAP); cuenta con estudios en Administración Pública en el Instituto de Estudios Superiores en Administración Pública y relaciones consulares en el Instituto Matías Romero de la Secretaría de Relaciones Exteriores. Fue catedrática en el BUAP e instructura en el Instituto Mexicano del Seguro Social (IMSS).
De 1966 a 1969 fue diputada suplente a la XLII Legislatura del Congreso del Estado de Puebla por el distrito 2 local, del que era diputado propietario Juan Hernández Cardel y en la que nunca ejerció la titularidad. De 1974 a 1979 fue coordinadora femenil de la Confederación Nacional de Organizaciones Populares (CNOP) en Puebla, en particular durante la campaña presidencia de José López Portillo en 1976. 
En 1979 fue postulada candidata del PRI y elegida diputada federal por el Distrito 7 de Puebla a la LI Legislatura que tuvo término en 1982. En esta legislatura fue integrante de las comisiones 3a. de Trabajo; de Relaciones Exteriores; de Transportes; de Turismo; y, de Gestoría y Quejas. Laboró también el dirección Consular de la Secretaría de Relaciones Exteriores.
En 2000 fue subcoordinadora de Artistas e Intelectuales de la campaña presidencial de Francisco Labastida Ochoa y candidata a diputada federal por el Distrito 6 de Puebla, no habiendo logrado el triunfo.